# Tchoffol III
Tchoffol III (ou Do'outchoffol III, Doutchofol III) est une localité du Cameroun située dans l'arrondissement de Bogo, le département du Diamaré et la région de l’Extrême-Nord. Elle fait partie du lawanat de Mororo.

## Population
En 1975, la localité comptait 83 habitants, des Peuls.
Lors du recensement de 2005, on y a dénombré 219 personnes.